# Canthon zuninoi
Canthon zuninoi är en skalbaggsart som beskrevs av Rivera-cervantes och Halffter 1999. Canthon zuninoi ingår i släktet Canthon och familjen bladhorningar. Inga underarter finns listade.